# Gudrun Brost
Gudrun Lisa Johanna Brost (Malmö, 6 aprile 1910 – Stoccolma, 28 giugno 1993) è stata un'attrice svedese.

## Biografia
Sposata con lo scrittore Sven Forssel, da cui divorziò nel 1951, ebbe da lui un figlio, l'attore Johannes Brost, nato nel 1946.

## Filmografia parziale
- Juninatten, regia di Per Lindberg (1940)
- Strada di ferro (Himlaspelet), regia di Alf Sjöberg (1942)
- Una vampata d'amore (Gycklarnas afton), regia di Ingmar Bergman (1953)
- La fontana della vergine (Jungfrukällan), regia di Ingmar Bergman (1960)
- Ormen - La frusta del sesso (Ormen), regia di Hans Abramson (1965)
- Questa è la tua vita (Här har du ditt liv), regia di Jan Troell (1966)
- L'ora del lupo (Vargtimmen), regia di Ingmar Bergman (1968)